# Urmas Sisask
Urmas Sisask (Rapla, 9 september 1960 – 17 december 2022) was een Estse componist en koor- en orkestdirigent.
Sisask woonde en werkte in het kleine dorp Jäneda. Al op 15-jarige leeftijd componeerde Sisask zijn Sterrenhemel-pianocyclus. Na zijn afstuderen in 1985 bij René Eespere aan het conservatorium van Tallinn verdiepte hij zich in de Gregoriaanse zang en de barokmuziek. Sisask was rooms-katholiek, en een groot deel van wat hij schreef was religieuze muziek. Zijn composities zijn eclectisch van stijl, en hij houdt ervan om ze te doordrenken van symboliek. Bovenal bleef de astronomie zijn grootste inspiratiebron, en zijn hartstocht is om een parallellisme te bewerkstelligen tussen kosmische en muzikale harmonie. Op de banen van de planeten van het zonnestelsel baseerde hij de planetaire schaal, een modus die bestaat uit de noten C#, D, F#, G# en A. Later ontdekte hij tot zijn verrassing dat dit precies overeenkwam met de Japanse Kumayoshi-modus. Onder andere Gloria Patri... schreef hij in deze modus.
De meeste van zijn werken zijn a capella voor gemengd koor. Voor wat betreft instrumentale muziek schreef hij vooral voor orkest, piano en verschillende solo-instrumenten, in het bijzonder klarinet.
Zijn zus Siiri Sisask (1968) is een bekend Ests popzangeres en politica.
Urmas overleed op 62-jarige leeftijd.

## Selectie van werken
- 1980–1987: Sterrenhemel-cyclus (Ests: Tähistaeva tsükkel)
- 1986: Plejaden (Plejaadid) op. 11 voor piano
- 1988: Ave Sol, cantate op. 16
- 1988: Gloria Patri op. 17, 24 liederen voor gemengd koor (a capella): Surrexit Christus - Omnis una - Alleluia - Benedicamus - Laudate Dominum - Kyrie - Deo gratias - Pater noster - Sanctus - Stabat Mater dolorosa - Ave Maria - Credo - O sanctissima - O salutaris Hostia - Ave verum Corpus - Libera me - Dominus vobiscum - Surrexit Dominus - Confitemini Domino - Tempore natalis Domini - Ave Regina caelorum - Gloria tibi, Domine - Oremus - Agnus Dei
- 1988: Dona nobis pacem, canon voor gemengd koor
- 1989: Domine, exaudi orationem meam op. 20, motet voor gemengd koor
- 1990: Melkweg (Linnutee galaktika), voor quatre-mains piano
- 1990: Mis nr. 1 op. 23
- 1991: Gratias agamus Domino Deo nostro op. 30, motet voor vrouwenkoor
- 1991: Benedictio op. 31, motet voor oktet of gemengd koor
- 1991: Bedekkingsveranderlijke dubbelster (Varjutusmuutlikud kaksiktähed) op. 33, concert voor klarinet en kamerorkest
- 1991: Andromeda (Andromeda galaktika) op. 34, sonate voor twee piano's
- 1992: 12 liederen ter ere van de Heilige Maagd Maria (12 laulu püha neitsi Maria auks) op. 41, cyclus voor gemengd koor
- 1992: Mis nr. 3 "Estische Mis" op. 36
- 1992: Kerstoratorium (Jõuluoratoorium) op. 39
- 1992: Te Deum op. 37
- 1993: Mis nr. 4 op. 46: Kerstmis (Jõulumissa)
- 1997: Symfonie nr. 2 'Poolster' (Põhjanael) op. 38
- 1993: Magnificat op. 26
- 1994: α Geminorum Kastor op. 48, symfonie in 4 delen voor orgel
- 1994: Uranus op. 49 voor orgel, trompet, sjamanentrommel en didgeridoo
- 1995: De komeet Hyakutake op. 60, voor mandolineorkest
- 1995: Heet en koud. Symbiotische Symfonie (Kuum ja külm. Sümbiootiline Sümfoonia) op. 62, voor hoorn en piano
- 1996: Winterzeshoek (Taevakuusnurk) op. 57 voor piano
- 1997: Symfonie nr. 3 'Uit de mist der tijden' (Aegade hämarustest) op. 63
- 1999: Spiralensymfonie (Spiraalne sümfoonia) op. 68 voor twee piano's
- 2001: Leoniden (Leoniidid) op. 78, concert voor fluit en orkest
- 2003: Pro Patria op. 92, oratorium voor sopraan, koor en orkest
- 2008: Mis nr. 5 op. 113 'Chateau Rocher'
- 2016: Floret Silva Nobilis op.157, oratorium

- Bibsys: 4103856
- Bibliothèque nationale de France: cb139818754 (data)
- CiNii: DA1071407X
- Gemeinsame Normdatei: 123836212
- International Standard Name Identifier: 0000 0001 1475 3626
- Library of Congress Control Number: no95047850
- Nationale Bibliotheek van Letland: 000050832
- MusicBrainz: 09a9f614-52e7-40bc-9d11-f9d806c1775d
- Bibliotheek van het Japanse parlement: 00921902
- Nationale Bibliotheek van Tsjechië: xx0129941
- Nationale Bibliotheek van Israël: 987007319420805171
- Nederlandse Thesaurus van Auteursnamen: 192933124
- Réseau des bibliothèques de Suisse occidentale: 02-A003835793
- Système universitaire de documentation: 086862545
- Virtual International Authority File: 76509154
- WorldCat: E39PBJgRPYv9fvThGCyfhyd4v3